# Paul Durrieu
Pour l’article ayant un titre homophone, voir Paul Durieu.
Pour les articles homonymes, voir Durrieu.
Le comte Paul Durrieu, né à Strasbourg (Bas-Rhin) le 2 octobre 1855 et mort à Rivière-Saas-et-Gourby (Landes) le 24 novembre 1925 est un conservateur de musée et historien de l'art français.

## Biographie

### Famille
Il est le fils de Henri Durrieu (1822-1890), fondateur et premier président du crédit industriel et commercial, commandeur de la légion d'honneur, receveur général du département du Bas-Rhin, et de Gabrielle Lacave-Laplagne (1829-1891) ; il a un frère aîné, Tony Durrieu (1847-1861). Son grand-oncle Antoine Simon Durrieu s'illustra pendant les guerres de révolution et de l'empire. Il épouse Françoise Duchaussoy (1869-1949), avec qui il a 4 enfants : Jean, Henry, Gabrielle et François.

### Carrière
Après avoir étudié au lycée Bonaparte puis à l'École nationale des chartes (d'où il sort premier de sa promotion en 1878), il est nommé membre de l'École française de Rome en 1879 puis assistant au département des peintures du musée du Louvre chargé des enluminures et des primitifs français en 1881 avant d'être promu conservateur adjoint de cette même section.
Son passage à l'École française de Rome et ses origines gasconnes le poussent d'abord à étudier l'histoire des rapports politique et militaire entre la France et l'Italie en organisant les archives angevines de Naples. Il se consacre ensuite, de par sa fonction au musée du Louvre, à l'histoire de la peinture et de la miniature des manuscrits au Moyen Âge.
Il est élu à l'académie des inscriptions et belles-lettres en 1907.

## Publications
- Les Gascons en Italie, 1885
- Les archives angevines de Naples : Étude sur les registres du roi Charles Ier (1265-1285), 1886
- Un Grand Enlumineur Parisien Au XVe Siècle : Jacques de Besançon et son Œuvre
- L'Histoire du bon Roi Alexandre : Manuscrit à miniatures de la collection Dutuit
- Les Très Riches Heures de Jean de France, duc de Berry, Plon, 1904, 261 p.Première publication des miniatures du manuscrit et première étude approfondie sur le sujet
- Bernard VII, comte d'Armagnac, connétable de France : 136?-1418, Villemomble, A. de Solages, 2003 (BNF 40945250) Transcription d'une thèse présentée à l'École de Chartes le 21 janvier 1878

## Distinctions
- Chevalier de la Légion d'honneur (1903)
- Officier de la Légion d'honneur (1921)